# کلوتینگه
کلوتینگه (به هلندی: Kloetinge) یک منطقهٔ مسکونی در هلند است که در گوئز واقع شده‌است. کلوتینگه ۳٬۱۵۲ نفر جمعیت دارد.